# Cyclocephala kuntzeniana
Cyclocephala kuntzeniana är en skalbaggsart som beskrevs av Höhne 1923. Cyclocephala kuntzeniana ingår i släktet Cyclocephala och familjen Dynastidae. Inga underarter finns listade i Catalogue of Life.